# Siah Kucheh
Siah Kucheh (em persa: سياه كوچه, romanizada como Sīāh Kūcheh) é uma aldeia do distrito rural de Kisom, situada no distrito central de Astaneh-ye Ashrafiyeh, na província de Gilan, no Irã. No censo de 2006, sua população era de 712, em 218 famílias.